# Governo de Mario Draghi
O Governo Draghi é o sexagésimo sétimo executivo da República Italiana e o terceiro da XVIII legislatura, em funções desde 13 de fevereiro de 2021.
Dada a grande maioria que o apoia, correspondendo a quase todo o hemiciclo parlamentar, e dado o período histórico particular em que nasceu, assume as características de um governo de unidade nacional . 
Após a renúncia do governo Conte II em 26 de janeiro de 2021 e no final de uma rodada de consultas, o Presidente da República Sergio Mattarella deu ao Presidente da Câmara dos Deputados, Roberto Fico, um mandato exploratório para verificar a existência de um maioria entre PD, M5S, LeU, IV e EU-MAIE-CD,  que falhou. A 3 de fevereiro, o Presidente da República convocou Mario Draghi ao Quirinale para lhe dar a tarefa de formar um novo governo. Draghi aceitou o cargo com reservas, depois foi dissolvido em 12 de fevereiro, após duas rodadas de consultas com todas as forças políticas e conversas com os parceiros sociais. Em 13 de fevereiro de 2021, o executivo prestou juramento, assumindo oficialmente o cargo.
O governo conquistou a confiança do Senado em 17 de fevereiro de 2021 com 262 votos a favor, 40 contra e 2 abstenções.  No dia seguinte, ele também obteve confiança na Câmara com 535 votos a favor, 56 contra e 5 abstenções.

## Composição
| Cobrar                                         | Suporte                              | Subsecretários | Subsecretários |
| Presidência do Conselho de Ministros           | Presidência do Conselho de Ministros | Secretários de Estado do Primeiro Ministro | Secretários de Estado do Primeiro Ministro |
| ---------------------------------------------- | ------------------------------------ | --- | --- |
| Presidentedo Conselho de Ministros             | Mario Draghi (Independente)          | - Roberto Garofoli ( independente ) Secretário do Conselho de Ministros - Vincenzo Amendola ( PD ) Delegação para assuntos europeus - Giuseppe Moles ( FI ) Delegação de informação e publicação - Bruno Tabacci ( CD ) Delegação de planejamento e coordenação econômica e de políticas espaciais e aeroespaciais - Franco Gabrielli ( Independent ) Autoridade delegada para a segurança da República - Valentina Vezzali ( independente ) (de 16 de março de 2021) Delegação ao esporte | - Roberto Garofoli ( independente ) Secretário do Conselho de Ministros - Vincenzo Amendola ( PD ) Delegação para assuntos europeus - Giuseppe Moles ( FI ) Delegação de informação e publicação - Bruno Tabacci ( CD ) Delegação de planejamento e coordenação econômica e de políticas espaciais e aeroespaciais - Franco Gabrielli ( Independent ) Autoridade delegada para a segurança da República - Valentina Vezzali ( independente ) (de 16 de março de 2021) Delegação ao esporte |
| Ministros sem pasta                            | Ministros sem pasta                  | Secretários de Estado | Secretários de Estado |
| Relações com o Parlamento                      | Federico D'Incà (M5S)                | - Deborah Bergamini ( FI ) - Simona Malpezzi ( PD ) (até 25 de março de 2021) - Caterina Bini ( PD ) (a partir de 31 de março de 2021) | - Deborah Bergamini ( FI ) - Simona Malpezzi ( PD ) (até 25 de março de 2021) - Caterina Bini ( PD ) (a partir de 31 de março de 2021) |
| Inovação tecnológica e transição digital       | Vittorio Colao (independente)        | - Assuntela Messina ( PD ) | - Assuntela Messina ( PD ) |
| Administração pública                          | Renato Brunetta (FI)                 | Escritório não atribuído | Escritório não atribuído |
| Assuntos regionais e autonomias                | Mariastella Gelmini (FI)             | Escritório não atribuído | Escritório não atribuído |
| Coesão Sul e Territorial                       | Mara Carfagna (FI)                   | - Dalila Nesci ( M5S ) | - Dalila Nesci ( M5S ) |
| Políticas de juventude                         | Fabiana Dadone (M5S)                 | Escritório não atribuído | Escritório não atribuído |
| Oportunidades iguais e família                 | Elena Bonetti (IV)                   | Escritório não atribuído | Escritório não atribuído |
| Incapacidade                                   | Erika Stefani (LSP)                  | Escritório não atribuído | Escritório não atribuído |
| Ministério                                     | Ministros                            | Vice-Ministros | Secretários de Estado |
| Relações exteriores e cooperação internacional | Luigi Di Maio (M5S)                  | - Marina Sereni ( PD ) | - Manlio Di Stefano ( M5S ) - Benedetto Della Vedova ( + E ) |
| Interno                                        | Luciana Lamorgese (independente)     | Escritório não atribuído | - Nicola Molteni ( LSP ) - Ivan Scalfarotto ( IV ) - Carlo Sibilia ( M5S ) |
| Justiça                                        | Marta Cartabia (independente)        | Escritório não atribuído | - Anna Macina ( M5S ) - Francesco Paolo Sisto ( FI ) |
| Defesa                                         | Lorenzo Guerini (PD)                 | Escritório não atribuído | - Giorgio Mulé ( FI ) - Stefania Pucciarelli ( LSP ) |
| Economia e finanças                            | Daniele Franco (independente)        | - Laura Castelli ( M5S ) | - Claudio Durigon ( LSP ) - Maria Cecilia Guerra ( Art.1 ) - Alessandra Sartore ( PD ) |
| Progresso econômico                            | Giancarlo Giorgetti (LSP)            | - Gilberto Pichetto Fratin ( FI ) - Alessandra Todde ( M5S ) | - Anna Ascani ( PD ) |
| Políticas agrícolas, alimentares e florestais  | Stefano Patuanelli (M5S)             | Escritório não atribuído | - Francesco Battistoni ( FI ) - Gian Marco Centinaio ( LSP ) |
| Transição ecológica                            | Roberto Cingolani (independente)     | Escritório não atribuído | - Ilaria Fontana ( M5S ) - Vannia Gava ( LSP ) |
| Infraestrutura sustentável e mobilidade        | Enrico Giovannini (independente)     | - Teresa Bellanova ( IV ) - Alessandro Morelli ( LSP ) | - Giancarlo Cancelleri ( M5S ) |
| Trabalho e políticas sociais                   | Andrea Orlando (PD)                  | Escritório não atribuído | - Rossella Accoto ( M5S ) - Tiziana Nisini ( LSP ) |
| Instrução                                      | Patrizio Bianchi (independente)      | Escritório não atribuído | - Barbara Floridia ( M5S ) - Rossano Sasso ( LSP ) |
| Universidade e pesquisa                        | Maria Cristina Messa (independente)  | Escritório não atribuído | Escritório não atribuído |
| Cultura                                        | Dario Franceschini (PD)              | Escritório não atribuído | - Lucia Borgonzoni ( LSP ) |
| Saúde                                          | Roberto Speranza (Art.1)             | Escritório não atribuído | - Pierpaolo Sileri ( M5S ) - Andrea Costa ( NcI ) |
| Turismo                                        | Massimo Garavaglia (LSP)             | Escritório não atribuído | Escritório não atribuído |

1. ↑  Reuters, PÚBLICO. «Mario Draghi toma posse como novo primeiro-ministro de Itália». PÚBLICO. Consultado em 3 de maio de 2021
2. ↑  Verdú, Daniel (26 de janeiro de 2021). «Giuseppe Conte renuncia ao cargo de primeiro-ministro e tentará formar novo Governo na Itália». EL PAÍS. Consultado em 3 de maio de 2021
3. ↑  «Itália já tem novo Governo: Mário Draghi tomou posse como primeiro-ministro». Jornal Expresso. Consultado em 3 de maio de 2021